# Fernand Braudel
Fernand Paul Braudel (* 24. August 1902 in Luméville-en-Ornois, heute zur Gemeinde Gondrecourt-le-Château, Département Meuse; † 28. November 1985 in Cluses, Département Haute-Savoie) war ein französischer Historiker der Annales-Schule.
Er wirkte als Professor an der Pariser Elite-Hochschule École des hautes études en sciences sociales (EHESS), dem Collège de France und war Mitglied der Académie française.

## Leben und Wirken
Mit sechs Jahren zog der Sohn eines Lehrers mit seiner Familie aus dem Heimatdorf in Lothringen nach Paris, verbrachte aber noch oft Zeit auf dem Bauernhof seiner Großmutter. Er besuchte von 1913 bis 1920 das Lycée Voltaire und studierte anschließend an der Universität Paris (Sorbonne) Geschichte. Nach Bestehen der Agrégation (Staatsprüfung für das höhere Lehramt) 1923 unterrichtete Braudel von 1924 bis 1932 als Lehrer an Lycées im damals französischen Algerien (→ Französisch-Nordafrika), zuerst an der Médersa in Constantine und später in Algier. 1932 kehrte er nach Europa zurück und unterrichtete bis 1935 an drei Lycées: am Lycée Pasteur in Neuilly-sur-Seine, am Lycée Condorcet in Paris und am Lycée Henri IV in Paris. 1934/35 entsandte die französische Regierung einige junge Lehrer und Dozenten, darunter Claude Lévi-Strauss, Jean Maugüé, Pierre Monbeig und Braudel, nach São Paulo in Brasilien, um die gerade gegründete Universidade de São Paulo zu fördern. Dort lehrte er bis 1937.
Auf der Schiffsreise zurück nach Europa lernte er den späteren Betreuer seiner Habilitationsschrift, Lucien Febvre, kennen. 1937 erhielt er einen Ruf als directeur d’études in der philologisch-historischen (IV.) Sektion der École pratique des hautes études (EPHE) in Paris, wo er bis 1954 den Lehrstuhl für „Geschichte der iberischen Völker und des westlichen Mittelmeerraums vom Mittelalter bis zum 18. Jahrhundert“ innehatte. An der EPHE stand er im Austausch mit seinem Lehrer Febvre und begann an seinem späteren Hauptwerk zu arbeiten. Die Arbeit daran war durch den drohenden Krieg mit Hitler-Deutschland überschattet; Braudel wurde schon 1938 zum Militärdienst eingezogen. Er geriet im Juni 1940, während des Westfeldzuges der Wehrmacht, in deutsche Kriegsgefangenschaft. Er war im Offizierslager („Oflag“) XII B Mainz auf der Zitadelle Mainz und gegen Kriegsende im Oflag X-C in Lübeck. In beiden Lagern war Braudel Rektor der Lageruniversität und hatte Zugang zu Bibliotheken.
Als Nachfolger Lucien Febvres übernahm Braudel 1946 die Herausgeberschaft der sozial- und wirtschaftshistorischen Fachzeitschrift Annales. Er leitete sie bis 1968, als er von Jacques Le Goff abgelöst wurde. 1947 schloss er seine Thèse d’État (entspricht etwa einer Habilitation) über Das Mittelmeer und die mediterrane Welt in der Epoche Philipps II. ab. Im selben Jahr wurde die wirtschafts- und sozialwissenschaftlich ausgerichtete VI. Sektion der École pratique des hautes études gegründet, die von Vertretern der Annales-Schule dominiert wurde. Braudel war ihr Sekretär und nach dem Tod Lucien Febvres 1956 ihr Direktor. Die VI. Sektion wurde 1975 aus der EPHE ausgegliedert und ist seither als École des hautes études en sciences sociales (EHESS) selbstständig. Zusätzlich wurde er 1950 auf den Lehrstuhl für Geschichte der neuzeitlichen Zivilisation am Collège de France gewählt, ebenfalls als Nachfolger Febvres, wo er bis 1972 lehrte.
Innerhalb der École des Annales gehörte Braudel zur zweiten Generation, wobei er ab den 1950er Jahren, zum einen durch sein direktes Schülerverhältnis zu den Gründervätern Marc Bloch und Lucien Febvre und zum anderen durch sein umfangreiches eigenes Werk, zur bestimmenden Figur dieser Phase der Annales-Schule wurde. Bloch war im Juni 1944 von der Gestapo ermordet worden, Febvre starb 1956 im Alter von 78 Jahren.
1963 gründete Gaston Berger auf Betreiben Braudels die Fondation Maison des Sciences de l’Homme (FMSH), eine staatlich unterstützte französische Stiftung zur Förderung der Wissenschaften, die Braudel bis zu seinem Tode leitete. 1962 wurde er korrespondierendes Mitglied der British Academy. Seit 1964 war er korrespondierendes Mitglied der Bayerischen und seit 1965 der Heidelberger Akademie der Wissenschaften. 1964 wurde er gewähltes Mitglied der American Philosophical Society. 1970 wurde Braudel in die American Academy of Arts and Sciences gewählt.
Als bedeutender Schüler Braudels gilt der Sozialwissenschaftler Immanuel Wallerstein.

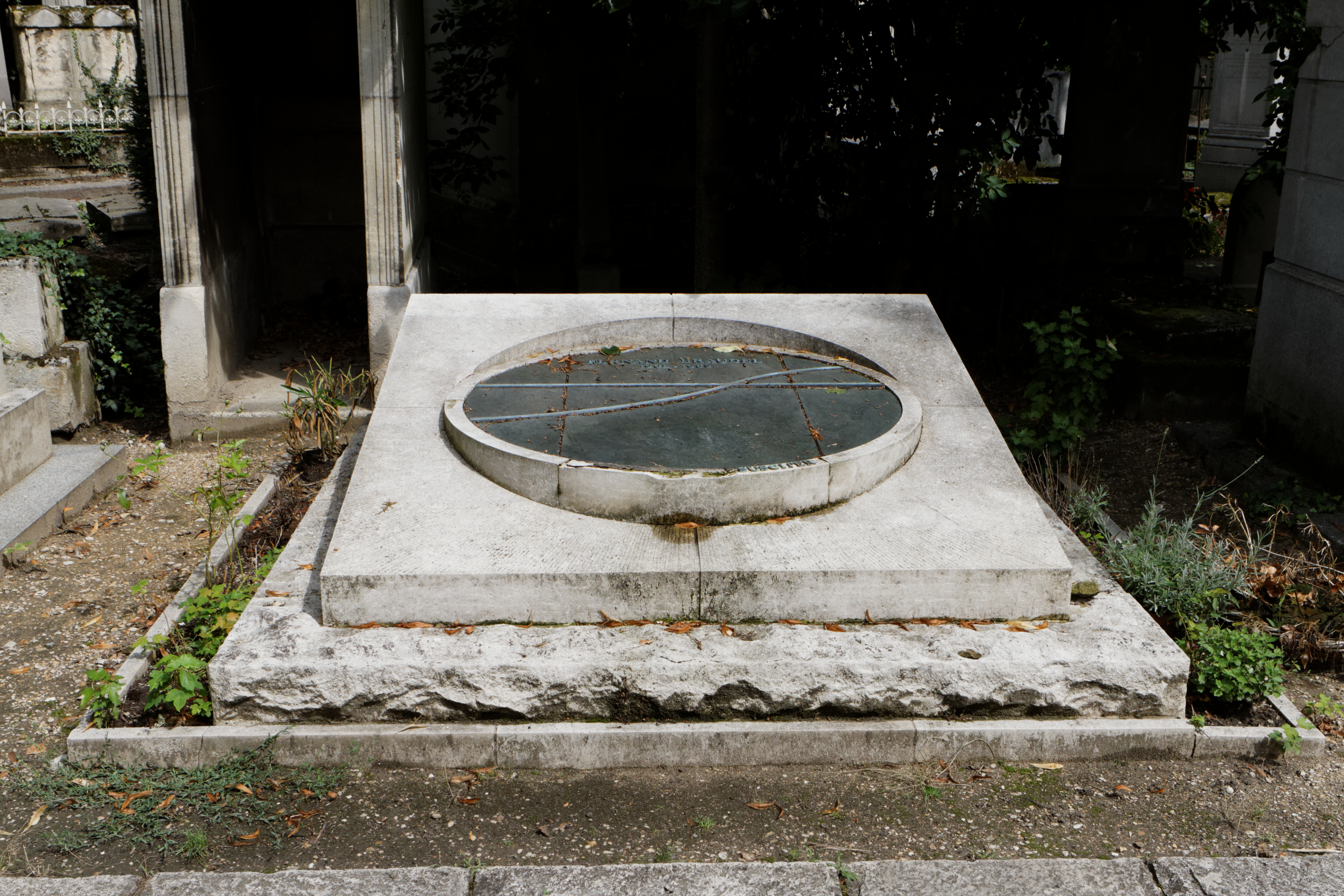
Grabmal Braudels in Paris

Braudel war seit 1933 verheiratet mit Paule Braudel (1914–2017).
Er starb 1985 und wurde auf dem Pariser Friedhof Père-Lachaise (Abschnitt 32 # 1) bestattet.

## Publikationen

### Das Mittelmeer und die mediterrane Welt (1949)
Braudels zu großen Teilen in Kriegsgefangenschaft verfasstes Hauptwerk, das er 1949 als Habilitationsschrift veröffentlichte, ist Das Mittelmeer und die mediterrane Welt in der Epoche Philipps II. Darin entwirft Braudel eine Universalgeschichte des Mittelmeerraumes zur Zeit Philipps II. von Spanien. Das monumentale Werk von ursprünglich über 1200 Seiten ist dabei in drei Teile gegliedert. Dabei richtet sich sein Interesse auf die Strukturen, stabile Zusammenhänge von Sachverhalten mit menschlichen Verhaltensweisen. Kleinere Strukturen ergeben komplexere wie Wirtschafts- und Gesellschaftsformen.
Zeitebenen
Jeder dieser Teile entspricht einer bestimmten Zeitebene, mittels derer sich Braudel je verschieden der Vergangenheit zu nähern sucht. Der erste Teil widmet sich der Geschichte des Menschen in der Landschaft in seiner Beziehung zu einem geographischen Milieu. Diese untere Schicht wird gebildet von einer langsam fließenden Geschichte, in der Veränderungen kaum wahrnehmbar sind, einer histoire quasi immobile, die Braudel auch géohistoire nennt. Diese Ebene fast zeitloser Phänomene ist die der Naturerscheinungen, in der alle Bewegungen in einem Kreislauf an ihren Ausgangspunkt zurückkehren. Es ist dies die Geschichte der Täler und Gebirge, der Inseln und Küsten, des Klimas, der Land- und Seewege. Braudel beschreibt etwa die Wanderungen der Nomaden und von den Bergen in die Täler, dass in der Regel Bergbewohner konservativer sind als die Bewohner der Ebenen oder dass die Adria immer eine Kulturscheide war. Wichtig sind ihm auch die Austauschbeziehungen zwischen dem Zentrum und den „Randzonen“.
Im zweiten Teil geht Braudel auf die Geschichte größerer Strukturen wie Staaten, Gesellschaften, Kulturen usw. ein. Er zieht eine Bilanz aller Wirtschaftsaktivitäten im Mittelmeerraum, teilweise mit regionalen und lokalen Detailstudien über historische Entwicklungen der mediterranen Arbeitswelt. Diese Schicht wurde später besonders mit dem Begriff der longue durée verbunden. Es ist die Zeit der in langsamen Rhythmen verlaufenden Geschichte, der größeren sozialen, kulturellen, ökonomischen und politischen Strukturen, die einen Zeitraum von ein, zwei Jahrhunderten umfassen können. Hier geht es um die Beziehungen zwischen Herren und Bauern, zwischen den Städten und den Landgütern.
Ganz an der Oberfläche befindet sich im dritten Teil die Geschichte der Ereignisse, die histoire événementielle. Sie orientiert sich an der traditionellen Geschichtsschreibung mit ihrer Betonung der politischen und militärischen Ereignisse, wobei Braudel selbst immer wieder die Bedeutung individueller menschlicher Handlungen relativiert. In der Mittelmeergeschichte geht es hier vorwiegend um den Kampf zwischen Spanien und dem Osmanischen Reich, der zur Seeschlacht von Lepanto führte.
Geschichte lässt sich nach Braudel nicht verstehen, wenn nur diese letzte Ebene betrachtet wird, vielmehr erscheinen die menschlichen Ereignisse wie bloße Wellen auf der Oberfläche des Stroms der Geschichte, ohne deren tieferen Grund zu berühren. Die drei Zeitebenen zusammen ergeben erst die histoire totale.
Im Aufsatz La longue durée (1958) fügt er eine weitere Dreierstufung hinzu: Strukturen – Konjunkturen – Ereignisse. Langlebige Strukturen sind Gegenstand der historischen Geographie, Demographie oder Religionsgeschichte. Die Konjunkturen sind durch Zyklen mit Auf- und Abstieg gekennzeichnet, sie finden sich oft in der Wirtschaftsgeschichte. Weiter führt Braudel das Bild eines Hauses für die Geschichte ein: Die materielle Kultur bildet den Keller, im Erdgeschoss ist die Wirtschafts- und Sozialgeschichte und im ersten Stock die Mentalitäts- und Kulturgeschichte.
Den Begriff der longue durée nahmen auch andere Annales-Historiker auf, ohne aber damit immer dasselbe zu meinen wie Braudel.

### Civilisation matérielle (1979)
Als wichtigstes Werk Braudels gilt die Trilogie Civilisation matérielle, Economie et Capitalisme, XVe–XVIIIe siècle. Braudel untersucht in diesen Bänden (1: Structures du quotidien – 2: Les jeux de l’échange – 3: Les temps du monde) die Entwicklungen und Einstufung der Wirtschaftssysteme: Lokalökonomie des Tausches und kleiner Märkte, Marktwirtschaft als Ausgleichssystem unter normalen Wettbewerbsbedingungen, Kapitalismus und Weltwirtschaft als Antiökonomie. Braudel übernimmt die Meinung Werner Sombarts, der Kapitalismus entstamme dem Mittelmeerraum. Das ist gegen die marxistischen Stufentheorien und die soziologischen Modernisierungstheorien nach Max Weber gerichtet. Die
Wirtschaftssysteme können nur dann optimal funktionieren, wenn alle drei Stufen arbeiten können. Diese Sichtweise kann ein Ansatzpunkt für Regionalpolitiken und Strukturpolitiken sein.

### L’identité de la France  (1986)
Wiederum eine Trilogie, erschienen die beiden letzten Bände posthum. Der erste Band (Raum und Geschichte) zeigt die französischen Raumstrukturen mit Dörfern und Städten in ihrer Vielfalt, der zweite (Die Menschen und die Dinge) die demographische Entwicklung. Allerdings beginnt er in der Prähistorie und widmet der gallorömischen Epoche viel Platz. Unter den letzten Problemen kommt er auf den Rassismus gegen die Einwanderer, den er auf die unvereinbaren Kulturen zurückführt. Im dritten Band (Die Dinge und die Menschen) werden die Wirtschaftsstrukturen der Neuzeit als Infra- und Suprastrukturen erklärt: Braudel betont den dauerhaften Kern der bäuerlichen Ökonomie (économie paysanne) bis in die Gegenwart, bevor er sich dem Aufstieg des Kapitalismus in Frankreich widmet.

## Werke (Auswahl)
- La Méditerranée et le monde méditeranéen à l’epoque de Philippe II. Paris 1949 (Habilitationsschrift 1947).
  - Deutsch als: Das Mittelmeer und die mediterrane Welt in der Epoche Philipps II. Suhrkamp, Frankfurt am Main 1990, ISBN 3-518-58056-6 (3 Bände).
- La longue durée. In: Annales. 1958, S. 725–753.
  - Deutsch als: Die lange Dauer. In: Schriften zur Geschichte. Band 1: Gesellschaft und Zeitstrukturen, 1992, S. 49–87.
- Mit Georges Duby und Maurice Aymard: La Méditerranée. Arts et métiers graphiques, Paris 1978.
  - Deutsch zuletzt als: Die Welt des Mittelmeeres. Zur Geschichte und Geographie kultureller Lebensformen. Fischer TB, Frankfurt 2006, ISBN 3-596-16853-8.
- Civilisation matérielle, économie et capitalisme (XVe–XVIIIe siècles). Armand Colin, Paris 1979 (3 Bände).
  - Deutsch als: Sozialgeschichte des 15.–18. Jahrhunderts. Kindler, München 1985 (3 Bände). Band 1: Der Alltag. 1985. Band 2: Der Handel. 1986. Band 3: Aufbruch zur Weltwirtschaft. 1986.
- La dynamique du capitalisme. Arthaud, Paris 1985, ISBN 2-08-081192-4.
  - Deutsch als: Die Dynamik des Kapitalismus. 2. Auflage. Klett-Cotta, Stuttgart 1991, ISBN 3-608-93093-0.
- L’identité de la France. Arthaud, Paris 1986 (3 Bände).
  - Deutsch als: Frankreich. Klett-Cotta, Stuttgart 2009, ISBN 978-3-608-94644-4 (3 Bände). Band 1: Raum und Geschichte. Band 2: Die Menschen und die Dinge. Band 3: Die Dinge und die Menschen.
- Le modèle italien. Arthaud, Paris 1989.
  - Deutsch zuletzt als: Modell Italien 1450–1650. Wagenbach, Berlin 2003, ISBN 3-8031-2457-3.
- Schriften zur Geschichte. Klett-Cotta, Stuttgart 1992 (2 Bände). Band 1: Gesellschaft und Zeitstrukturen. 1992, ISBN 3-608-93142-2. Band 2: Menschen und Zeitalter. 1993, ISBN 3-608-93159-7.
- Wie Geschichte geschrieben wird. Wagenbach, Berlin 1998, ISBN 3-8031-2326-7 (Aufsatzsammlung).
- Geschichte als Schlüssel zur Welt. Vorlesungen in deutscher Kriegsgefangenschaft 1941. Klett-Cotta, Stuttgart 2013, ISBN 978-3-608-94843-1 (Aus dem Französischen von Peter Schöttler und Jochen Grube).

Autobiographisches
- Personal Testimony. In: Journal of Modern History 44, 1972, Nr. 5, S. 448–467.
- Wie ich Historiker wurde. In: Schriften zur Geschichte. Band 2: Menschen und Zeitalter. Klett-Cotta, Stuttgart 1993, ISBN 3-608-93159-7.